# 赵瑞花
赵瑞花（1912年—1982年），生于浙江省嵊县孔村，越剧女演员，擅长小生，与施银花、王杏花并称“三花”。代表作有《叶香盗印》《六月雪》（窦娥）、《孟丽君》（孟丽君）、《盘夫索夫》（严兰贞）等。1953年，参加振奋越剧团。后担任浙江省艺术学校越剧班教师。